# Лужки (Стародубский район)
Лужки — село в Стародубском районе Брянской области России, Воронокского сельского поселения.

## География
Село расположено в 22 км к юго-западу от Стародуба.

## Население
| 2010 | 2013 |
| ---- | ---- |
| 455  | ↘431 |

## История
Основано около 1700 г. как старообрядческая слобода (поначалу называлась Залужье). С 1822 г. — центр одного из направлений старообрядчества, «лужковского согласия». С 1732 г .до начала XX в. — посад. Были развиты производство повозок, тесьмы, щетины и другие ремесла. Крупный ярмарочный центр Стародубского уезда. В XIX в. действовали свечные и кирпичные заводы, почтовое отделение. В конце XIX в. была открыта земская школа. В 1929—1932 и 1939—1957 в составе Понуровского (Воронокского) района. В середине XX в. — колхозы «Новая жизнь», «Красный ударник». В послевоенные годы (до 1957 г.) действовал детдом. До 1960 г. — центр Лужковского сельсовета. Максимальное число жителей отмечено в 1901 г. — 6150.

## Лужковское согласие
Толк беглопоповцев, возникший в 1822 г. в стародубском посаде Лужки (отсюда и название) и распространившийся на Урале, в Молдавии, на Дону и в Гуслицах.
26 марта 1822 г. правительство Александра I разрешило старообрядцам иметь у себя беглых от господствующей церкви священников, но при условии, чтобы в приходах велись метрики. В то время как большинство поповцев приняли этот указ, лужковцы отказались его исполнять. Они признавали истинным только тайное священство и уклонялись от ведения метрических книг.